# Carl Ludwig Schmitz (Maler)
Carl Ludwig Schmitz (* 1817 oder 1818 in Düsseldorf; † nach 1859) war ein deutscher Landschaftsmaler der Düsseldorfer Schule.

## Leben
Im ungewöhnlichen Alter von 41 Jahren studierte Schmitz in den Jahren 1858/1859 an der Kunstakademie Düsseldorf in der Landschafterklasse von Hans Fredrik Gude Malerei.
Schmitz war in Düsseldorf ansässig, signierte als C. L. Schmitz und schuf romantische Ansichten vom Rhein und von den Alpen. Er ist nicht zu verwechseln mit dem gleichnamigen deutsch-amerikanischen Bildhauer Carl Ludwig Schmitz.